# 锡金肋柱花
锡金肋柱花（学名：Lomatogonium sikkimense）为龙胆科肋柱花属下的一个种。

## 扩展阅读
維基物種上的相關：锡金肋柱花